# Emmure
Emmure ist eine US-amerikanische Metalcore-Band aus New Fairfield (Connecticut), die 2003 gegründet wurde. Der Name der Band ist eine Mischung aus dem französischen Verb emmurer und dem englischen Verb immure und bedeutet so viel wie „etwas oder jemanden einmauern“.

## Geschichte

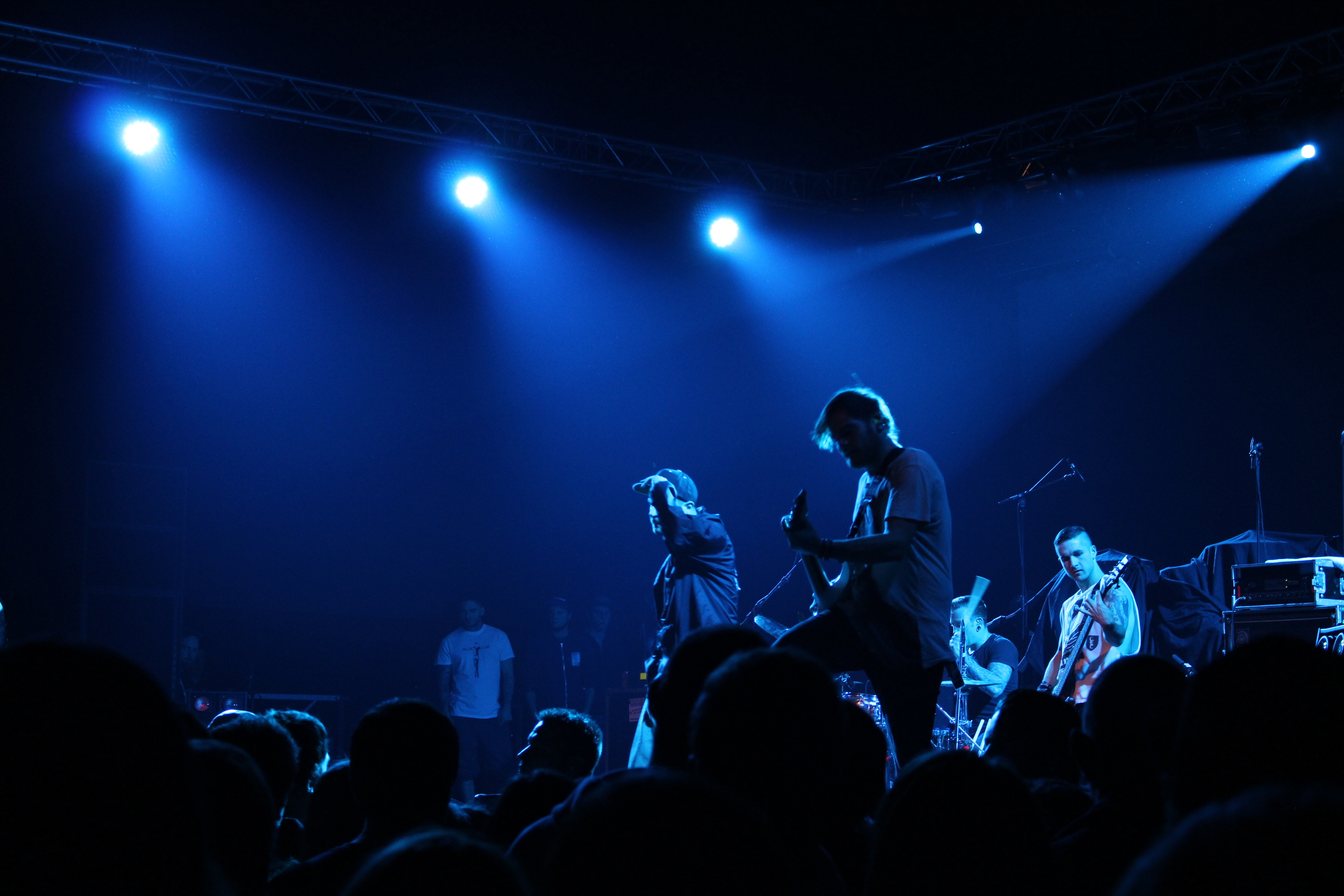
Emmure live in Belgien, 2012

Die Gründungsmitglieder Frankie Palmeri (* 12. Juni 1986 in Queens, New York City) (Gesang) und Joe Lionetti (Schlagzeug) trafen sich im Internet. Später sollten Joes Bruder Ben (E-Gitarre), Jesse Ketive (E-Gitarre) und Bassist Mark Davis noch zur Band stoßen. Einige der Bandmitglieder kommen aus Queens (New York).
Im April 2009 beendeten sie eine Tour durch Europa, auf der sie als Vorband für August Burns Red, Misery Signals und Burn Down Rome auftraten. Am 1. Mai 2009 gaben die beiden Brüder Joe (Schlagzeug) und Ben Lionetti (Gitarre) ihren Ausstieg aus der Band bekannt.
Am 18. August 2009 wurde das Album Felony veröffentlicht, der Nachfolger Speaker Of The Dead erschien am 15. Februar 2011.
Im Oktober 2011 trennte sich die Gruppe von ihrem Schlagzeuger Mike Kaabe per SMS, nachdem bekannt wurde, dass er über den Facebook-Account der Band Videos und Remixe von sich selbst gepostet hatte.
Inzwischen ist Mark Castillo, welcher bereits für Between the Buried and Me, Bury Your Dead und Crossfade spielte, neuer Schlagzeuger bei Emmure. Auch arbeitet die Gruppe an ihrem fünften Studioalbum, das Slave to the Game heißt und noch 2012 erschien. Im März 2013 wird die Gruppe erstmals in Südamerika auftreten. Emmure haben Auftritte in Buenos Aires, Santiago de Chile und São Paulo bestätigt. Im April folgt eine Headliner-Europa-Tournee bei der Chelsea Grin, Obey the Brave, Buried in Verona und Attila als Support bestätigt wurden. Diese Konzertreise wird bei 29 Auftritten durch Deutschland, die Niederlande, das Vereinigte Königreich, die Republik Irland, der Schweiz, Frankreich, Italien, Österreich, Ungarn, Polen, Schweden, Belgien Slowenien, Dänemark und Tschechien führen.
Am 5. Mai 2013 musste das Konzert der Gruppe in Moskau abgebrochen werden, da Sänger Palmeri aufgrund eines Defektes der Verkabelung während ihres Sets einen Stromschlag erlitt.
Am 15. April 2014 veröffentlichte Emmure ihr sechstes Studioalbum, das Eternal Enemies heißt. Während der laufenden Europa-Tour wurde Schlagzeuger Mark Castillo durch All-Shall-Perish-Schlagzeuger Adam Pierce ersetzt. Am 22. Dezember 2015 wurde bekannt, dass vier Musiker Emmure aus unbekannten Gründen verlassen haben, sodass Sänger Frankie Palmeri der einzig verbleibende Musiker in der Band ist. Am 22. April 2016 spielte Emmure im Rahmen des Impericon Festivals in Oberhausen ihr erstes Konzertes mit komplett neuer Besetzung. Die neuen Musiker, der Gitarrist Josh Travis und Bassist Phil Lockett, spielten gemeinsam in der Band The Tony Danza Tapdance Extravaganza, während Travis außerdem mit Schlagzeuger Josh Miller bei Glass Cloud aktiv war.

## Musikstil

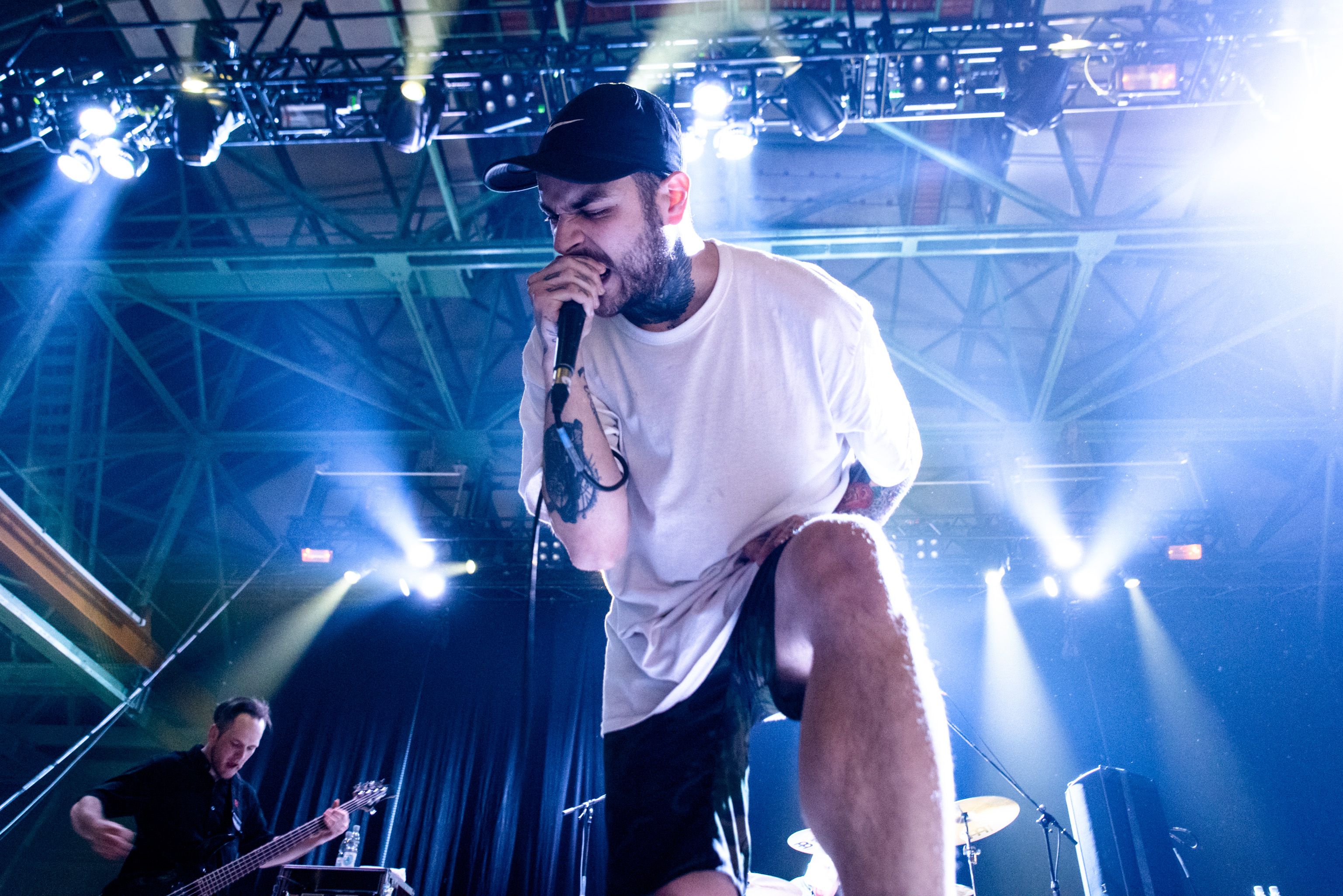
Frankie Palmeri

Der Musikstil von Emmure wird oft mit Bands wie The Acacia Strain und From a Second Story Window verglichen. Die klassischen Breakdowns sind vorhanden und die Musik ist im Gegensatz zu der von einigen Genre-Kollegen spürbar auch vom Hardcore beeinflusst. Gesanglich dominiert bis auf wenige Ausnahmen (z. B. Sleeping Princess In Devil’s Castle) die sehr scharfen Screams und das aggressive Growling des Sängers.

## Kontroversen
Nachdem Mike Kaabe, Drummer der Band, mehrfach eigene Videos und Remixe auf dem Facebook-Account der Band hochgeladen hatte, wurde er von Frankie Palmeri per SMS aus der Band geworfen. In einer Aussprache mit seinem Stiefbruder, Jesse Ketive -Gitarrist der Band- wurde bekannt, dass die Band befürchte, dass Kaabe aufgrund seiner Alleingänge Shows zu versäumen ein Grund für den Rauswurf aus der Band gewesen sein soll. Außerdem wurde Kaabe verdächtigt erhebliche Drogenprobleme zu haben. Kaabe meint, dass er einmal Kokain geschnupft habe, die übrigen Bandmitglieder selbst Ecstasy und andere Medikamente zu sich nehmen würden.

„The best is they threw away their friendship with me that again has gone on with Frankie and Jesse more than half our lives over this nonsense.“

## Mitglieder

Emmure live auf dem With Full Force 2018
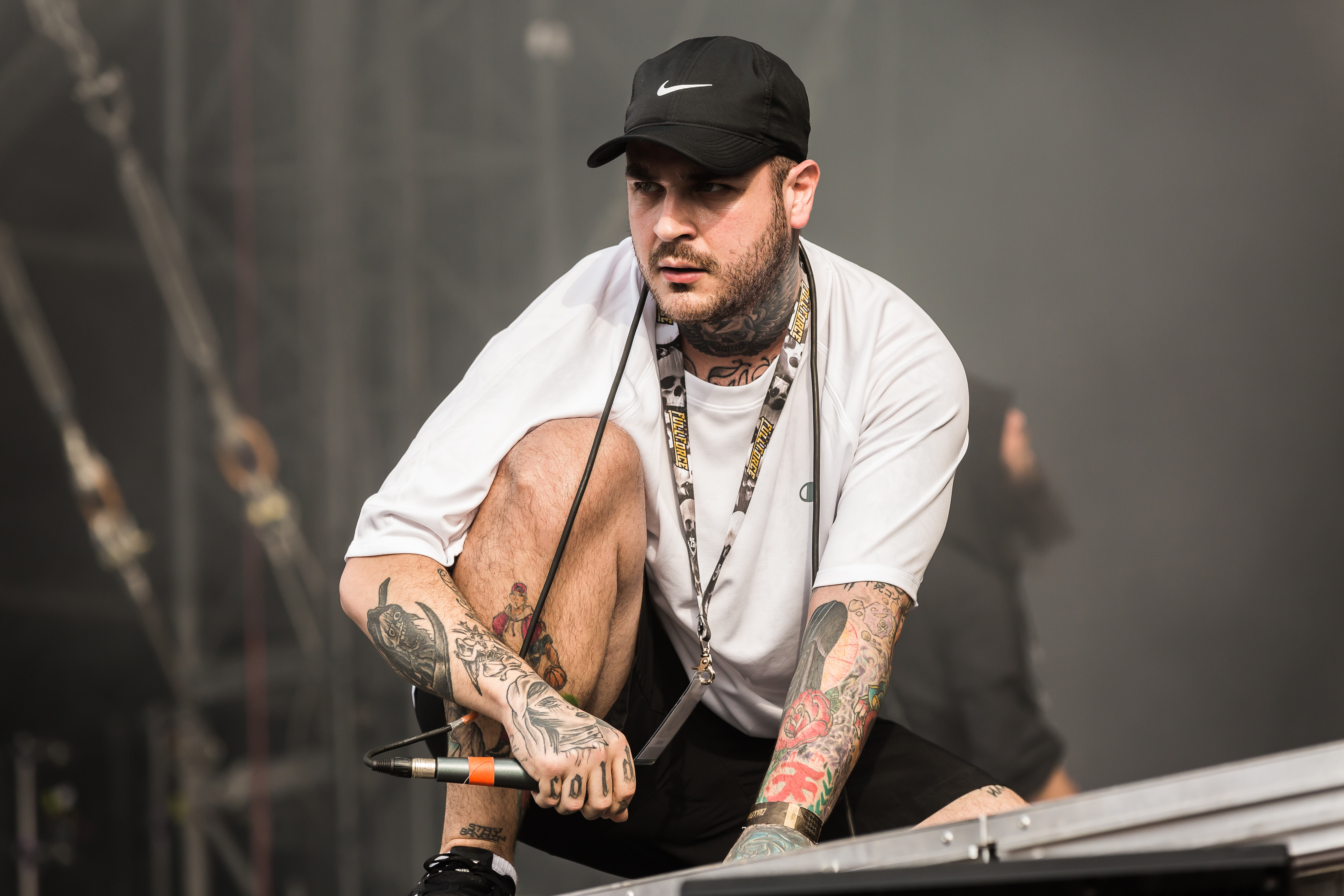
Sänger Frankie Palmeri
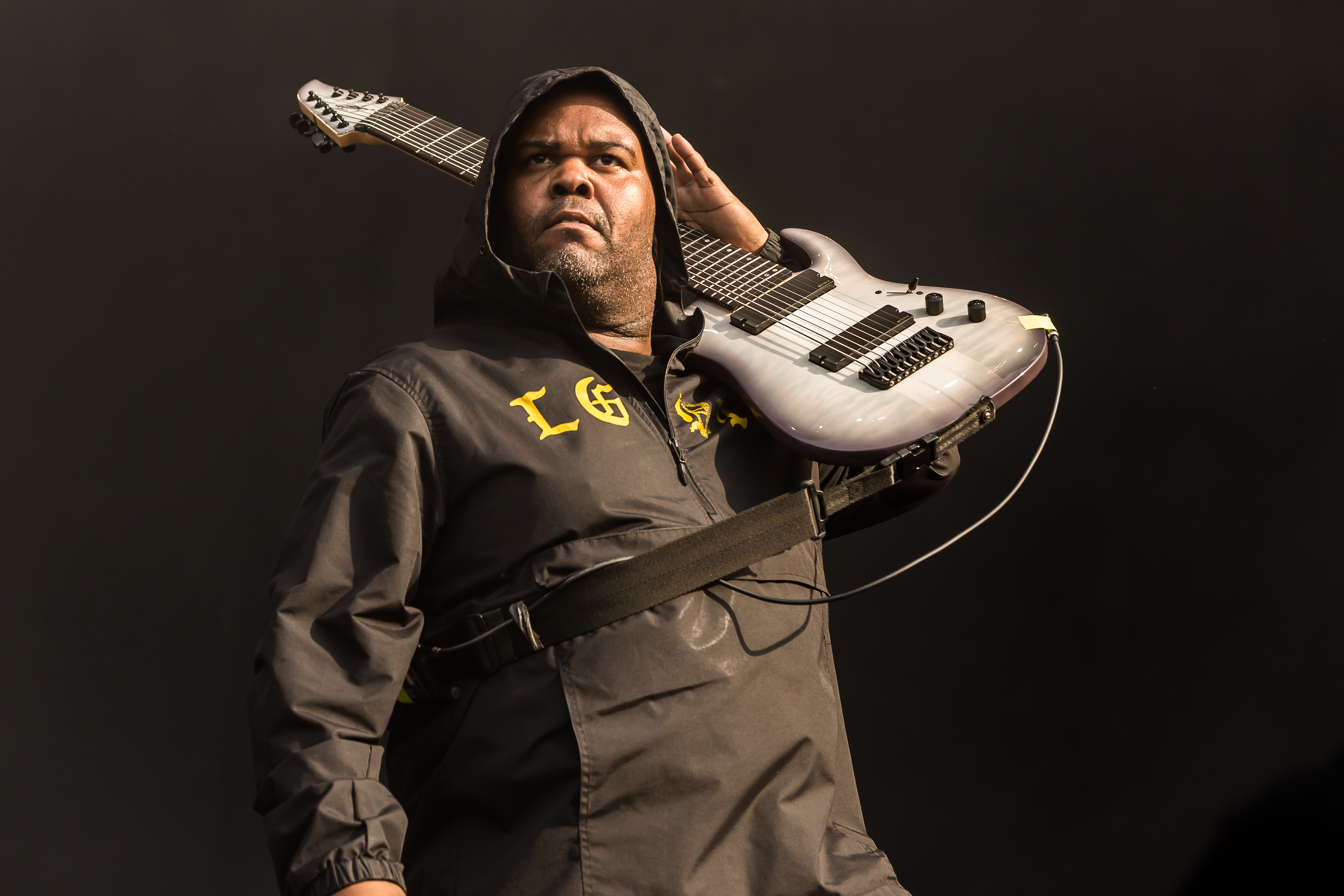
Gitarrist Josh Travis
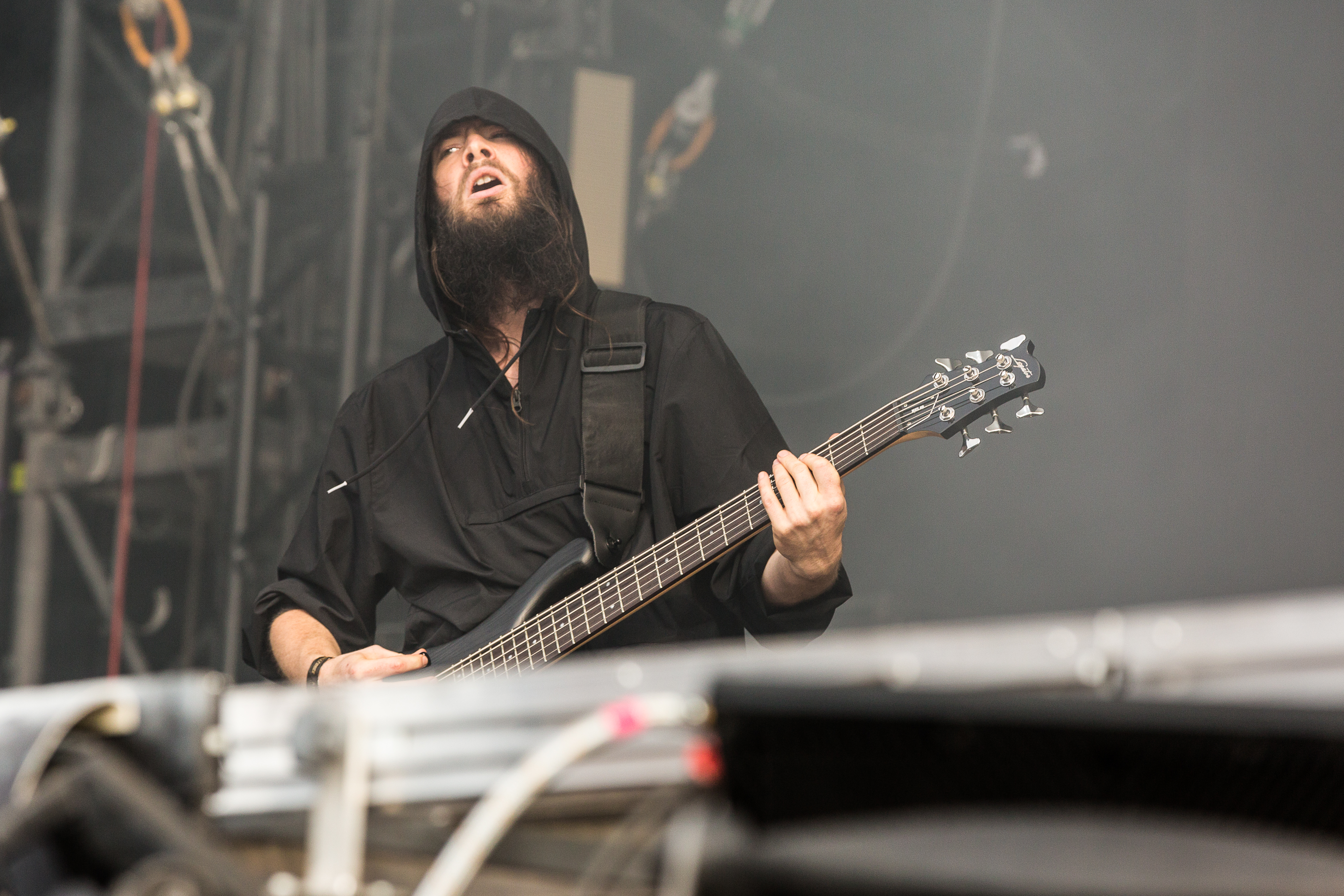
Bassist Nick
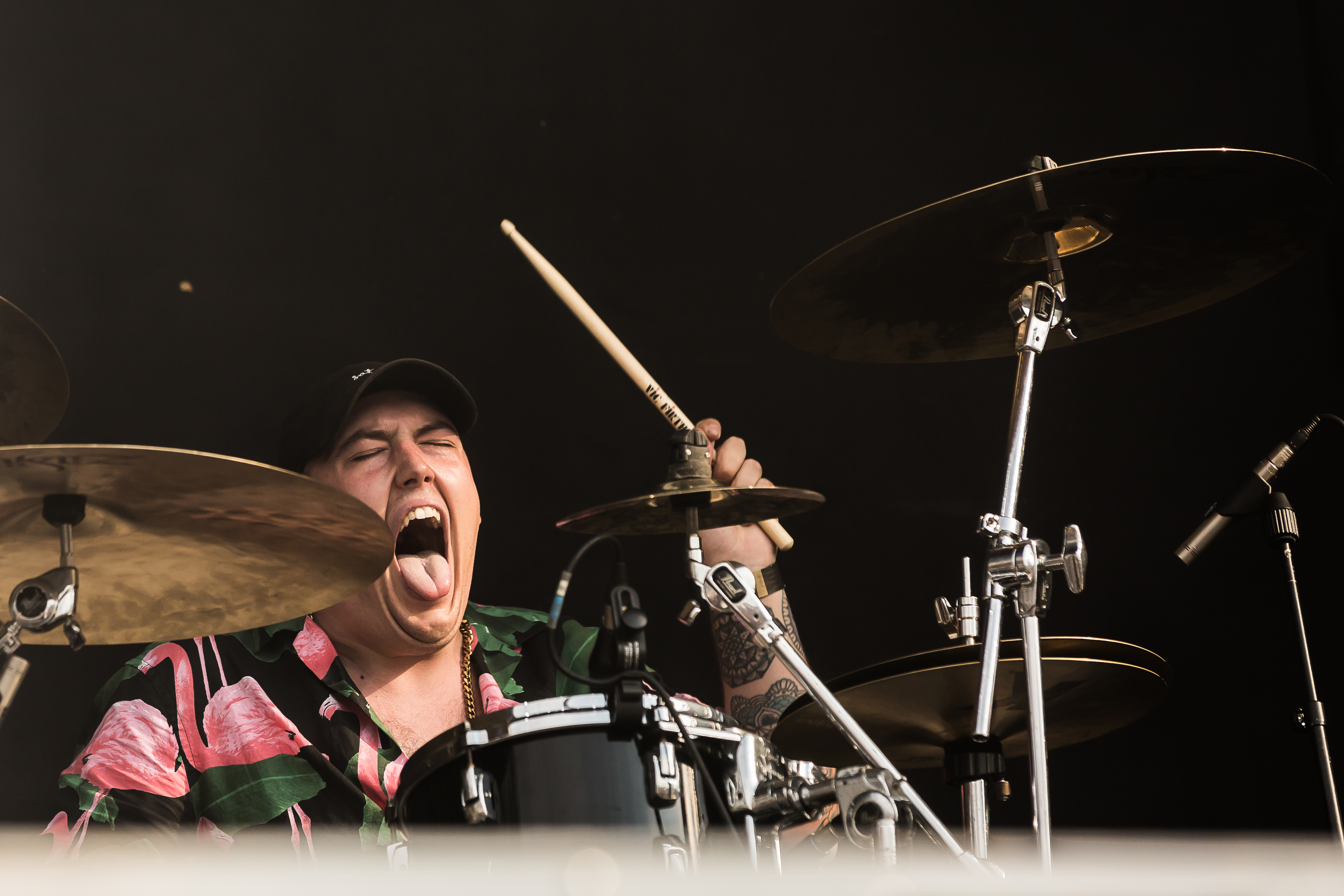
Schlagzeuger Josh Miller

## Diskografie

### Alben
| Jahr | Titel Musiklabel                       | Höchstplatzierung, Gesamtwochen, AuszeichnungChartplatzierungen (Jahr, Titel, Musiklabel, Platzierungen, Wochen, Auszeichnungen, Anmerkungen) | Höchstplatzierung, Gesamtwochen, AuszeichnungChartplatzierungen (Jahr, Titel, Musiklabel, Platzierungen, Wochen, Auszeichnungen, Anmerkungen) | Höchstplatzierung, Gesamtwochen, AuszeichnungChartplatzierungen (Jahr, Titel, Musiklabel, Platzierungen, Wochen, Auszeichnungen, Anmerkungen) | Höchstplatzierung, Gesamtwochen, AuszeichnungChartplatzierungen (Jahr, Titel, Musiklabel, Platzierungen, Wochen, Auszeichnungen, Anmerkungen) | Anmerkungen                            |
| Jahr | Titel Musiklabel                       | DE | AT | CH | US | Anmerkungen                            |
| ---- | -------------------------------------- | --- | --- | --- | --- | -------------------------------------- |
| 2007 | Goodbye to the Gallows Victory Records | — | — | — | — | Erstveröffentlichung: 6. März 2007     |
| 2008 | The Respect Issue Victory Records      | — | — | — | US141 (1 Wo.)US | Erstveröffentlichung: 13. Mai 2008     |
| 2009 | Felony Victory Records                 | — | — | — | US60 (2 Wo.)US | Erstveröffentlichung: 18. August 2009  |
| 2011 | Speaker of the Dead Victory Records    | — | — | — | US68 (2 Wo.)US | Erstveröffentlichung: 15. Februar 2011 |
| 2012 | Slave to the Game Victory Records      | — | — | — | US62 (1 Wo.)US | Erstveröffentlichung: 10. April 2012   |
| 2014 | Eternal Enemies Victory Records        | DE77 (1 Wo.)DE | — | — | US57 (1 Wo.)US | Erstveröffentlichung: 15. April 2014   |
| 2017 | Look at Yourself SharpTone Records     | DE59 (1 Wo.)DE | AT61 (1 Wo.)AT | CH66 (1 Wo.)CH | US73 (1 Wo.)US | Erstveröffentlichung: 3. März 2017     |
| 2020 | Hindsight SharpTone Records            | — | — | — | — | Erstveröffentlichung: 26. Juni 2020    |

### EPs
- 2006: The Complete Guide to Needlework (This City Is Burning)